# ناصر الطيار
ناصر عقيل الطيار هو رجل أعمال سعودي، يملك 60% من مجموعة الطيار للسفر والسياحة القابضة. يشغل منصب رئيس مجلس إدارة طيران النيل، الناقل الجوي الوطني الثاني في مصر. صنفته مجلة «أخبار السفر العربي» في 2004، في المرتبة الأولى كأقوى شخصية سعودية في مجال الاستثمار السياحي الخاص، والمرتبة 13 بين صانعي القرار ورواد قطاع السياحة والسفر في المنطقة العربية.

## نشأته
ولد ناصر عام 1957 في الزلفي، في شرق شمال المملكة. رحل إلى العاصمة يومها وهو صبيّ في سنّ التاسعة، بشاحنة نقل مكشوفة كانت متوجهةً إلى الرياض. بحثًا عن حياة جديدة وأفضل مع شقيقيه أحمد (1950) وسليمان (1952).
في 1967، وبعد مضي عام واحد على استقراره وشقيقيه، التحق بهم باقي أفراد العائلة. والدان وخمسة أبناء، عاشوا في بيت طيني في أحد أحياء الرياض، حيث كان والده يعمل موظفًا في شركة أرامكو. بسبب الفقر والحاجة آنذاك، اضطر إلى العمل في سن ال15 في (First National City Bank) وهو أحد البنوك التي كانت تعمل في الرياض. حيث عمل وهو طالب بدوام مسائي بوظيفة كاتب حسابات (1972 – 1975) براتب شهري قدره 900 ريال، ويقول: «كثيرًا ما كان يدفعني الإجهادُ إلى النوم على مقعد الدراسة».

## سيرته
في 1977، حصل على وظيفة في الخطوط الجوية السعودية بالراتب ذاته، حيث كانت مهمته تقضي بإجراء تعداد للمسافرين على متن الطائرات، قبل أن يتم نقله إلى مكتب الحجوزات ودرس وهو على رأس عمله، العلوم الإدارية والسياسية في جامعة الملك سعود التي تخرج منها في 1982، وفي 1980، انتقل من الخطوط الجوية السعودية إلى شركة طيران كاثي باسيفيك المحدودة التي عمل فيها كممثل مبيعات لمنطقة الرياض حتى 1982.
افتتح في 1982 مكتب حجوزات سفر صغير في شارع التخصصي وسط العاصمة الرياض، مساحته لا تتجاوز 200 متر مربع، مازال يملكه حتى اليوم، حيث عمل فيه مع موظفَين آخرين. وبعد عام واحد، افتتح فرعًا آخر في منطقة السويدي على أمل أن يمكّنه ذلك من الحصول على وكالة مبيعات عامة من الخطوط الجوية السعودية، والتي حصل عليها في عام 1988.
حصل الطيار على شهادة الدكتوراه في إدارة الأعمال والتسويق السياحي بعد انقطاع طويل عن الدراسة، وذلك في عام 2002 من جامعة «النيلين» في السودان. قام بتأسيس شركة النيل للطيران، من أجل الحصول رخصة طيران خاصة في مصر. وفي نوفمبر/ تشرين الثاني 2006، تم الإعلان عن منح النيل للطيران رخصة ثاني ناقل وطني في مصر وأول شركة طيران خاص.
اعتباراً من العام 2005، بدأ الطيار ينشَط من خلال مجموعته في عمليات استحواذ هنا وهناك، فوضع يده على عدد من منافسيه في السوق السعودية من خلال شراء 80% من شركة الصرح للسياحة، وشراء شركتي المكتب الوطني للسياحة وحجوزات آخر دقيقة بالكامل، وهي الصفقات الثلاث التي رفض الكشف عن قيمتها.
وفي 2007، استحوذت مجموعة الطيّار على 75% من (Wire Connection) الشارقة، ثم اشترت (ويلانتري هوليدان - ماليزيا)، لتلي ذلك صفقة شراء 40% من شركة (Grand Travel) الأمريكية في 2007، والتي كانت تعتبر أكبر وكيل سفريات للخطوط الجوية السعودية في أمريكا الشمالية.
في 2015، أعلنت شركة الطيار للسفر استقالة ناصر الطيار من منصبه كنائب لرئيس مجلس الإدارة والعضو المنتدب.وفي نفس السنة، تم تكريمه من الملك سلمان لتمويله كرسي مجموعة الطيار لأبحاث تحلية المياه، في جامعة الإمام محمد بن سعود الإسلامية.